# اعتداء الشعائر الشيطانية

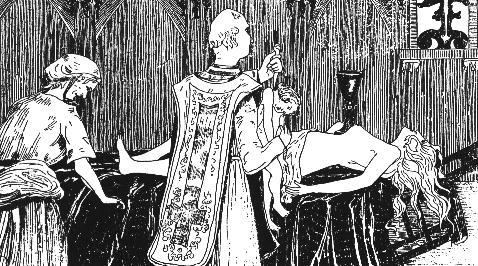

اعتداء الشعائر الشيطانية (يسمى أحيانًا الاعتداء الشعائري أو الإيذاء المنظم أو الاعتداء الشعائري السادي) كان قضية أذاعت ذعرًا أخلاقيًّا (يسمى عادة الذعر الشيطاني) في الولايات المتحدة في العقد التاسع من القرن العشرين، وانتشرت إلى بقية أنحاء العالم في أواخر العقد الأخير من القرن العشرين. تشمل مزاعم اعتداء الشعائر الشيطانية روايات عن اعتداءات جنسية على من يمارس الشعائر الشيطانية أو السرية السحرية. وفي أكثر أشكالها تطرّفًا تشمل المزاعم مؤامرة من منظمة اعتداءات الشعائر الشيطانية العالمية التي تضمّ أغنياء العالم وأقوياءه ونخبته، نخطف هذه المنظمة الأطفال أو تأمر بإنجابهم من أجل تقديمهم قرابين بشرية، ومن أجل أن يعملوا في الأفلام الإباحية والدعارة.
كل جانب من جوانب الاعتداءات الشيطانية هذه محل جدل، حتى تعريفها، ومصدرها وأدلتها وشهادات الضحايا المزعومين والقضايا التي أثيرت في المحاكم وشملت دعاوى وتحقيقات جنائية. أثرت الصدمة في طريقة تعامل المحامين والمعالجين النفسيين والعاملين المجتمعيين مع ادعاءات الاعتداء الجنسي على الأطفال. جمعت الادعاءات في أول أمرها أناسًا مختلفين جدًّا، منهم الأصوليون الدينيون، ومحققو الشرطة، والمدافعون عن حقوق الأطفال، والمعالجون النفسيون والمرضى النفسيون. تعلمنت الحركة شيئًا فشيئًا، وأسثطت العناصر الشيطانية من ادعاءاتها واستعملت أسماءً لا يظهر فيها العنصر الديني مثل «الاعتداءات السادية» أو «الاعتداءات الطقسية»، وصارت مرتبطة أكثر باضطراب الهوية التفارقي ونظريات المؤامرة المعارضة للحكومة.
أول المنشورات التي تتناول هذه القضية كان كتاب لورنس بازدر عام 1980 باسم ذكريات ميشيل، واستمر نشر هذا الكتاب طول العقد. نُشرت الشهادات وقوائم الأعراض والشائعات وتقنيات التحقيق وكشف ذكريات الاعتداءات الشعائرية الشيطانية في مؤتمرات مهنية وعامة ودينية، وفي برامج التلفزيون، وهو ما حافظ على الذعر العام ونشره أكثر في الولايات المتحدة الأمريكية وإلى غيرها من بلدان العالم. في بعض الحالات، سببت المزاعم تحقيقات جنائية اختلفت نتائجها، بعد سبع سنوات في المحكمة، كانت نتيجة قضية ماكمارتن براءة كل المتهمين، ولكن قضايا أخرى كانت نتيجتها أحكامًا طويلة، تُرُوجع عن بعضها بعد ذلك. تأسس الاهتمام العلمي بالموضوع شيئًا فشيئًا ببطء، ونتج عنه في النهاية القول بأن الظاهرة كانت ذعرًا أخلاقيًّا، كما عبر عنه أحد الباحثين عام 2017: «شمل مئات الاتهامات الموجهة إلى عبدة الشيطان في أمريكا في الضواحي التي يكثر بها البيض من الطبقة المتوسطة».
لم تظهر التحقيقات الرسمية أي دليل على نظريات المؤامرة الشائعة التي تدعي ذبح الآلاف، ولم يظهر إلا عدد قليل من الجرائم الموثّقة التي تظهر تشابهات ضئيلة مع ظاهرة الاعتداءات الشعائرية الشيطانية. في النصف الأخير من العقد الأخير من القرن العشرين، تراجع الاهتمام بالظاهرة وحمت حولها الشكوك، ولم يعد أحد من الباحثين يقول بأي مصداقية لوجود الاعتداءات الشعائرية الشيطانية، إلا قليلًا جدًّا منهم.

## التاريخ

### الأصول الدينية والعلمنة
جمع الاعتداء الشعائري الشيطاني مجموعاتٍ متعددة لم يكن من عادتها أن تتعاون أو ترتبط، منها: المعالجون النفسيون ومجوعات الدعم النفسي والأصوليون الدينيون وقوى تطبيق القانون. وُجّهت الاتهامات الأولية في سياق صعود القوة السياسية للمسيحية المحافظة في الولايات المتحدة الأمريكية، وقد روّج الأصوليون الدينيون بحماسة شائعات الاعتداء الشعائري الشيطاني. دافع المعالجون النفسيون المسيحيون الناشطون عن تشخيص اضطراب الهوية التفارقي، وبعد ذلك بفترة، ظهرت روايات من مثل كتاب ذكريات ميشيل، واعتقد بعض المعالجيمن النفسيين أن الأنا الأخرى عند بعض المرضى ما هي إلا نتيجة للمسّ الشيطاني.